# Носковское сельское поселение
Носко́вское се́льское поселе́ние — упразднённое муниципальное образование в составе Пыщугского района Костромской области России.
Административный центр — деревня Носково.
Расположен в бывшем Богородском   стане. Его земли пересекал Велико-Устюжский тракт, проходивший из Нижнего Новгорода на Север через Никольск . По этому тракту доставлялись сельскохозяйственные продукты, щепной товар, лес. На тракте, на реке Юг, в Пермасе была пристань, откуда весной и летом грузы по воде доставлялись в Великий Устюг и Архангельск.
Деревни в конце XVII века принадлежали Аврааму Федоровичу  — брату первой жены  Евдокии Федоровны. После ее заточения в монастырь в   примкнул к партии царевича Алексея и был за это обвинен и казнен. Поместья Лопухина были отобраны «на государя». Позже деревни были возвращены детям казненного Лопухина Федору и Василию Авраамовичам Лопухиным.
Христорождественская Носковская церковь, 1884 года, деревянная. Престолы Рождества Христова и Благовещения Пресвятой Богородицы . С 1906 года строилась каменная церковь.

## История
Носковское сельское поселение образовано 30 декабря 2004 года в соответствии с Законом Костромской области № 237-ЗКО, установлены статус и границы муниципального образования.
Законом Костромской области от 16 июля 2018 года Носковское сельское поселение было упразднено и влито в Пыщугское сельское поселение.

## Население
| 2008 | 2010 | 2012 | 2013 | 2014 | 2015 | 2016 | 2017 | 2018 |
| ---- | ---- | ---- | ---- | ---- | ---- | ---- | ---- | ---- |
| 267  | ↘227 | ↘217 | ↘207 | ↘187 | ↘170 | ↘156 | ↘149 | ↘143 |

## Состав сельского поселения
| № | Населённый пункт | Тип населённого пункта          | Население |
| - | ---------------- | ------------------------------- | --------- |
| 1 | Большая Каменка  | деревня                         | →0        |
| 2 | Гаревая          | деревня                         | ↘2        |
| 3 | Дунаево          | деревня                         | →0        |
| 4 | Малая Каменка    | деревня                         | ↘6        |
| 5 | Носково          | деревня, административный центр | ↗187      |
| 6 | Носково          | село                            | ↘54       |
| 7 | Носковский       | кордон                          | ↗1        |
| 8 | Черновляне       | деревня                         | →0        |